# 朱冲惠
朱冲惠（？—1035年），宋太宗的妃嬪。
淳化二年（991年）七月朱氏自御侍为县君，淳化四年（993年）十一月为才人，至道三年（997年）三月，宋太宗驾崩後，朱氏于太和宫入道，为修容，大中祥符六年（1013年）宋真宗进朱氏为昭容，赐号明真大师，名正惠，大中祥符七年（1014年）进昭仪，天禧二年（1018年）九月进淑容，乾兴元年（1022年）四月宋仁宗进封她为淑仪，改名冲惠，明道二年（1033年）十一月进太仪，当月再进贤妃，景祐二年（1035年）二月薨逝。庆历四年（1044年）九月赠德妃。